# Lluís Badia i Chancho
Lluís Badia i Chancho (Tarragona, 16 de gener de 1955) és un advocat i polític català, diputat al Parlament de Catalunya i senador en la VIII Legislatura.
Llicenciat en dret per la Universitat de Barcelona i diplomat en administració d'empreses per l'IESE (Universitat de Navarra), ha treballat com a administrador de finques. Ha estat membre dels col·legis d'advocats de Barcelona, de Tarragona i de Tortosa, secretari general de la Federació Catalana de Ciclisme. És professor col·laborador de la Universitat Politècnica de Catalunya i del Departament de Dret Internacional de la Universitat Rovira i Virgili
De 1987 a 1991 fou secretari general del Centre Democràtic i Social de Catalunya, però després milità a CDC. Ha estat vicepresident del Consell Comarcal del Tarragonès (1987-1991) i tinent d'alcalde de l'ajuntament de Tarragona (1997-1991 i 1995-1996) i membre del Consell Assessor de RTVE a Catalunya. Ha estat elegit diputat a les eleccions al Parlament de Catalunya de 1995, tot i que el 1996 va renunciar a l'escó, i senador per la província de Tarragona a les eleccions generals espanyoles de 2004, on fou secretari primer de la Comissió de Justícia del Senat.